# Langkimat
Langkimat is een bestuurslaag in het regentschap Padang Lawas Utara van de provincie Noord-Sumatra, Indonesië. Langkimat telt 3117 inwoners (volkstelling 2010).